# Arthur Bunde
Arthur Bunde (* 8. Dezember 1876 in Erlbach; † nicht ermittelt) war ein preußischer Verwaltungsbeamter.
Während seines Studiums wurde er 1896 Mitglied der Sängerschaft Arion Leipzig.
Er war ab 1912 Landrat des Stadtkreises Aschersleben in der preußischen Provinz Sachsen. Sein Nachfolger wurde 1924 Landrat Willigmann. In derselben Zeit war er Oberbürgermeister von Aschersleben.